# ميكي جوزيف
ميكي جوزيف (بالإنجليزية: Mickey Joseph)‏ هو لاعب كرة قدم أمريكية أمريكي، ولد في 5 مارس 1968.